# Thalia petersiana
Thalia petersiana är en strimbladsväxtart som beskrevs av Karl Moritz Schumann. Thalia petersiana ingår i släktet Thalia och familjen strimbladsväxter. Inga underarter finns listade.